# Zonnecyclus

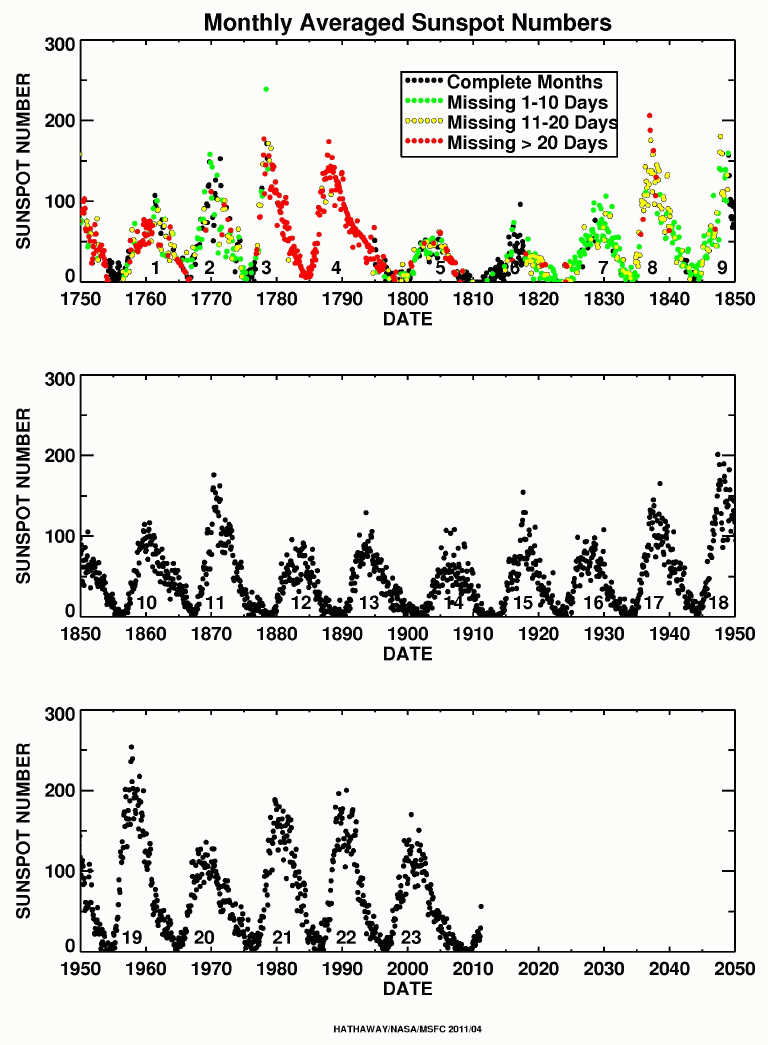
Wolf-getal sinds 1750.

De Zonnecyclus van Schwabe is de elfjarige cyclus van zonneactiviteit, en samenhangend daarmee
de periode waarin het aantal zonnevlekken op de zon varieert.
De zonnecyclus conformeert zich niet precies aan het gemiddelde van elf jaar. Recent zijn er korte cycli van slechts 9 jaar waargenomen, en ook zeer lange van 14 jaar.
Gedurende de perioden met de meeste activiteit, bekend als de zonnemaxima, verschijnen zonnevlekken. Perioden met de laagste zonneactiviteit staan bekend als de zonneminima. Het laatste zonneminimum was in december 2019 en het laatste zonnemaximum was in april 2014.
Het SILSO Data Center van de Koninklijke Sterrenwacht van België heeft in december 2019 een nieuw minimum vastgesteld, waarmee cyclus 24 overging in de nieuwe cyclus 25. Ukkel heeft dat in september 2020 bevestigd.

## Ontdekking
De cyclische variatie van het aantal zonnevlekken werd voor het eerst waargenomen en vastgelegd door Heinrich Schwabe tussen 1826 en 1843. Dit leidde Rudolf Wolf er toe om vanaf 1848 regelmatige waarnemingen te doen. Het Wolf-getal is een maat voor het aantal afzonderlijke zonnevlekken en groepen. Er is gebleken dat er een verband is met een aantal andere zonnevariabelen.
Wolf bestudeerde ook historische gegevens en probeerde een database met gegevens over de cycli aan te leggen. Pas vanaf 1700 kon hij genoeg data vinden, hoewel de techniek om zonnevlekken waar te nemen reeds vanaf 1610 beschikbaar was.
Gustav Spörer suggereerde later dat er een periode van 70 jaar was geweest met weinig tot geen zonnevlekken als verklaring voor dit gat in waarnemingen in de 17e eeuw. Dit gat werd later het Maunder-minimum genoemd.

## Achtergrond

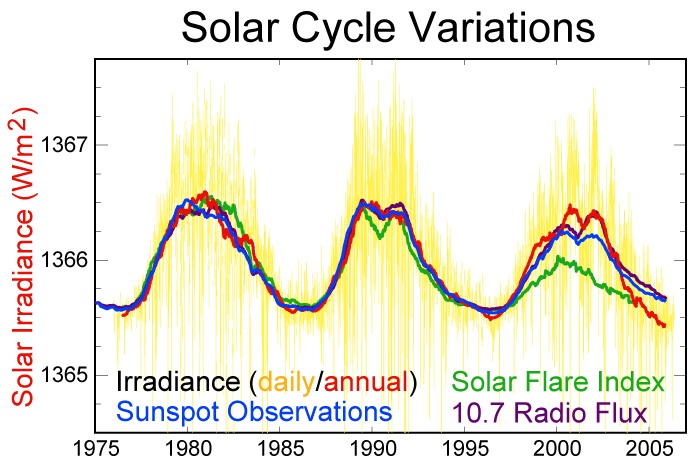
twee recente zonnecycli

In het plaatje met de recentste twee zonnecycli is te zien dat de zonneconstante (een maat voor de hoeveelheid energie in de vorm van elektromagnetische straling van de Zon, die de atmosfeer van de aarde bereikt) gedurende de laatste twee zonnecycli relatief 0,1% of absoluut 1 W/m² afwijking vertoonde van het gemiddelde van 1366 W/m².
De zonnecyclus valt samen met het omkeren van het magnetisch veld van de zon gemiddeld elke 11 jaar.